# Премахване на крепостничеството
Премахването на крепостничеството или Отмяната на крепостничеството в Руската империя е най-съществената от великите реформи на император Александър II, за което той се сдобива с името „Освободител“.
На 3 март (19 февруари стар стил) 1861 г. император Александър ІІ издава „Манифест за всемилостиво даряване на крепостните с правото да бъдат свободни селски жители и за устройството на техния бит“, както и „Положение на селяните, излизащи от крепостни зависимости“. 

## История на крепостните отношения в Европа и в Русия
Крепостничеството е дефинирано по различен начин. Най-общо господарят притежава правна юрисдикция и имунитет над селянина, техните отношения отговарят на определени правила, но тези правила могат да бъдат променяни от господарите. Крепостният притежава известни минимални законни права, за разлика от роба, но практически разликата постепенно се стопява.
Развитието на взаимоотношенията между господари и крепостни селяни е съвършено различно в двете половини на Европа през Средновековието. На запад от Елба (западните германски държави, Ниските земи, Франция, Англия, Италия) то постепенно се отменя или се създават условия за бързото му изчезване. В Швеция, Норвегия и Испания така и не се развива в класическия си вид. В Америка и други места, обект на колониализма, не намира достатъчно благодатна почва. От 12 век нататък в Западна Европа крепостните селяни постепенно отвоюват свободата си – по различно време и в различна степен – статут на наематели-пожизнено или не, често с правото да прехвърлят този статут на децата си, пълно право да купуват и продават земя и т.н. През 18.ти век тези процеси вече са силно напреднали, дори дотолкова, че в края му водят до избухването на Френската революция.
Точно обратното се случва на изток от Елба  - в Бохемия, Силезия, Унгария, Полша, Русия. От началото на 15 век, относително свободните селяни от тези региони губят свободата си да се придвижват. Руските селяни загубват свободата си в най-голяма степен. Правата на руските господари над крепостните селяни се увеличават непрекъснато чак до края на 18 век. Крепостните селяни нямат никакво право на придвижване, могат да бъдат произволно премествани, връщани обратно, заточавани. Руската управляваща класа започва да измерва своето обществено положение с броя на притежаваните селяни и някои господари притежават смайващо количество крепостни селяни: граф Н. П. Шереметев притежава 185 610 селяни, които при сина му достигат 300 000; граф Воронцов – 54 703, а синът му в средата на 19 век – 37 702 крепостни селяни.
Крепостната руска система в Русия, представляваща една от крайните форми на крепостничеството, се заражда в хода на обединяването на руските земи, в единна държава срещу заплахите на Монголската империя и на полско-литовските обединения. Първият руски цар Иван Грозни през 1581 г. забранява всякакво преминаване на селяни от един феод в друг. Крепостното право като държавна система в селските обществени отношения на Русия е окончателно скрепено юридически със „Съборно уложение“ от 1649 г.
Според московския преподавател проф. И. Беляев, закрепостяването на селяните в Русия датира от 1591 г., като начин да бъдат облекчени селяните от задължителните държавни данъци. Тогава те все още запазват своята автономност като членове на руското общество и единствено губят правото си да сменят местожителството си. Тази на пръв поглед малка промяна обаче отваря пътя на много сериозни промени в живота им на свободни хора особено през 17 век, довели до силно стесняване на правото им на собственост върху земята и личните им права. Постепенно земевладелците получават правото да местят селяните от една своя земя на друга, след това – да ги продават на други земевладелци заедно със земята и накрая – да продават само селяните си. За селяните остава правото да ползват земя, отчасти по свое усмотрение.
През 1782, по искане на началник втори ранг Пьотр Андреевич Борноволоков е направен опис на имуществото на неговия неплатежоспособен длъжник – капитан Иван Зиновиев:
….червен кон на 5 години – 3 рубли и 50 копейки;… 6 крави, всяка по 2 рубли и 10 копейки….
Данните за цените на крепостни изнася капитан Иван Иванов Зиновиев, направил подробен списък как се продават душите на крепостните селяни в енория Великая пустиня:
„В тази енория живеят крепостните селяни: Леонти Никитин – на 40 години, оценен на 30 рубли; съпругата му Марина Степанова – на 25 години, оценена на 10 рубли; деца: Гориян – на 4 години, оценен на 5 рубли; Василиса – момиче на 9 години, оценено на 3 рубли; Матрона – на една година, оценена на 50 копейки ...."
Руската интелигенция – по правило произлизаща от дворянството – търси начин да оправдае това фактическо поробване на хора. Например М. Грибовски, доктор по право, както се подписва под своя трактат, посветен на любимеца на император Александър I – граф Aлексей Аракчеев, Грибовски дава обяснение за съществуване на крепостничеството в Русия. Според него изпращането на малки деца в робство било проява на мъдрост от страна на техните майки, които по този начин им давали възможност да укрепнат физически и да се развият умствено, предпазвайки ги от неразумни действия и постъпки.
До времето на Екатерина Велика, в чието управление избухва най-голямото от тях (Селската война на Емелян Пугачов) страната периодично е заливана от масови селски въстания, насочени срещу закрепостяването на селячеството и феодалния гнет. Премахването на крепостното право е и сред лозунгите на декабристите.  През 18.ти и 19. век то се превръща в основна пречка пред развитието на капиталистическите отношения в Руската империя и индустриализацията на страната, а същевременно става все по-малко рентабилно, въпреки че е масово в стопанствата на помешчиците.В резултат на това назряват условия за премахването му. Загубата в Кримската война изправя Русия пред предизвикателството от нови мащабни селски въстания и масовият селски протест срещу него, породен от недостига на работна ръка заради мобилизацията на крепостни в наборната руска армия е използван, като повод за отмяната на крепостничеството.

## Последствия
В резултат от реформата от 1861 г. на повече от 30 милиона руски крепостни селяни е предоставена възможността да участват в икономическата модернизация на страната. Крепостните селяни имат възможност да се откупят, след което и да се придвижват свободно, за да участват в новия стопански живот на Русия. Откупните плащания за руските селяни са окончателно премахнати през 1905 – 1907 г., след злополучната Руско-японска война и последвалата я Първа руска революция.
След идването на болшевиките на власт през 1917 г., те незабавно излизат с „Декрет за земята“, с който изземват собствеността от едрите земевладелци, одържавяват я и я раздават на селяните. По време на колективизацията в края на 20-те години на 20. век, раздадената за свободно ползване на руските селяни земя, е одържавена и окрупнена в трудово-земеделски стопанства за повишаване на интензитета на развитието на съветското селско стопанство.